# Атлантическая пеламида
Атлантическая пеламида, или западноатлантическая пеламида, или атлантический бонито, или обыкновенный бонито (лат. Sarda sarda) — вид пелагических рыб из семейства скумбриевых (Scombridae). Обитают в субтропических и умеренных водах Атлантического океана, включая Чёрное и Средиземное моря, между 65° с. ш. и 40° ю. ш. и между 98° з. д. и 42° в. д. Встречаются на глубине до 200 м. Достигают длины 91,4 см. Ценная промысловая рыба.

## Ареал
Атлантические пеламиды обитают у берегов Африки, Европы (в том числе Чёрное и Средиземное моря; прибрежные воды Англии и юга Норвегии), Северной и Южной Америки. Населяют в основном прибрежные зоны, мигрируют в верхних слоях воды. Они могут адаптироваться к существенным, но не быстрым изменениям температуры (12—27 °C) и солёности воды (14—39 ‰), встречаются на глубине до 200 м. Из Средиземного моря атлантическая пеламида заходит в Чёрное для нереста и нагула и ближе к осени уходит через пролив Босфор в тёплые воды Средиземноморья. В некоторые годы заходит в Азовское море.

## Описание

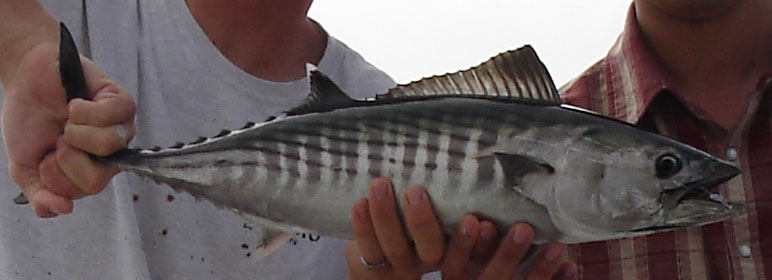

Максимальная длина от начала рыла до развилки хвостового плавника в Чёрном море составляет 85 см, а масса 5 кг. В западной Атлантике эти параметры равны 91,4 см и 5,4 кг соответственно, средняя длина до развилки хвоста 50 см, а масса 2 кг. У атлантических пеламид веретеновидное невысокое тело, слегка сжатое с боков. Рот довольно крупный, широкий. Верхняя челюсть доходит до заднего края глаза. Зубы небольшие, конические, выстроены в один ряд. На нёбных костях имеются сильные конические однорядные зубы. На верхней челюсти 16—26, а на нижней 12—24 зубов. Иногда имеются зубы на сошнике. На первой жаберной дуге 16—22 тычинок. Расстояние между глазами равно 21,3—30,2 % длины тела. Имеется 2 спинных плавника, расположенных близко друг к другу. В первом спинном плавнике 20—23 колючих лучей, а во втором 14—17 мягких лучей. Край первого спинного плавника почти прямой, длина его основания равна 29,1—33 % от длины тела до развилки хвоста. Позади второго спинного плавника пролегает ряд из 8 мелких плавничков. Грудные плавники короткие, образованы 23—26 лучами. Между брюшными плавниками имеется невысокий раздвоенный выступ. В анальном плавнике 13—16 мягких лучей. Позади анального плавника пролегает ряд из 7 мелких плавничков. Боковая линия единичная, волнообразно изгибается вниз по направлению к хвостовому стеблю. Хвостовой стебель узкий. По обе стороны хвостового стебля пролегает длинный медиальный киль и 2 небольших киля по бокам от него ближе к хвостовому плавнику. В передней части тела имеется панцирь, остальная кожа покрыта мелкой чешуёй. Позвонков намного больше, чем у остальных представителей рода, их общее количество составляет 50—55, в том числе 23—27 в хвостовом отделе. Плавательный пузырь отсутствует. Левая и правая доли печени удлинены, а средняя укорочена. Спина сине-зелёного цвета, бока и брюхо серебристые, верхнюю половину тела покрывают 5—12 узких тёмных продольных полос.

## Биология
Пеламида — хищник. Основу рациона составляют мелкие стайные пелагические рыбы, вид которых зависит от географического места обитания. В Мексиканском заливе охотятся на разнообразных беспозвоночных. Эти рыбы способны проглотить довольно крупную добычу. Распространён каннибализм.
Размножаются икрометанием. Икра пелагическая. В Средиземном море нерест пеламиды происходит с мая по июль, у берегов Алжира с марта по май, в восточной Атлантике с декабря по июнь, с пиками в январе и апреле, а в северо-западной Атлантике, как и у побережья Марокко в июне—июле. Вымётывание икры происходит несколькими порциями. Плодовитость 0,4—4 миллионов икринок. Самцы и самки достигают половой зрелости при длине 39,5 см и 40,5 см, соответственно. Максимальная продолжительность жизни около 5 лет.

## Взаимодействие с человеком
Пеламида имеет большое промысловое значение. Её ловят кошельковыми, ставными и закидными неводами, ставными и жаберными сетями и крючковыми орудиями лова. Больше всех ловят Турция и Мексика. Мясо поступает на рынок в свежем, консервированном, замороженном, солёном, копчёном виде. Представляет интерес для рыболовов-любителей, максимальная длина трофейной рыбы равна 78 см, а масса — 8,3 кг. Международный союз охраны природы оценил охранный статус вида как «Вызывающий наименьшие опасения».
| Год          | 2004  | 2005  | 2006  | 2007  | 2008  | 2009  | 2010  | 2011  | 2012  | 2013  | 2014  | 2015  | 2016  |
| Улов, тыс. т | 19,17 | 83,06 | 47,14 | 20,02 | 19,22 | 26,94 | 32,99 | 37,38 | 50,70 | 28,74 | 33,65 | 19,79 | 55,75 |